# 美龍站
美龍站（：／ Miryong yeok */?）曾为韩国铁路庆北线上的一个车站，位于庆尚北道荣州市長寿面，目前已废止。

## 历史
- 1967年6月1日，落成使用，当时的名称是小龍里站[1]。
- 1967年10月26日，更改为现在名称[2]。
- 2001年7月1日，停止使用。